# Sanremo
Sanremo (in passato anche San Remo, abbreviato solitamente in S. Remo; Sanrèm o Sanrömu in dialetto locale; Sanremmo o Sanrémmo in ligure; Sant Rémol in occitano; Villa Matutiae o Civitas Sancti Romuli in latino) è un comune italiano di 53 117 abitanti della provincia di Imperia in Liguria. È il primo e più importante comune della provincia per popolazione e il quarto della regione dopo Genova, La Spezia e Savona. A livello di bilancio è invece preceduto dal solo capoluogo regionale.
Posto lungo la Riviera dei Fiori, è una nota località turistica e un rinomato polo di floricoltura, da cui il soprannome di "Città dei fiori". Deve la sua notorietà al fatto di essere sede dell'arrivo della corsa Milano-Sanremo (una delle "classiche monumento" del ciclismo), del Festival della canzone italiana, del Premio Tenco, del Rally di Sanremo e del Challenge Sanremo (gara internazionale di triathlon); è anche sede di uno dei quattro casinò presenti in Italia.

## Geografia fisica

### Territorio

Sanremo panorama del porto in una cartolina d'epoca

La città è stata fondata a ridosso di due dorsali montuose, che si originano nel monte Bignone (1300 m circa) e procedono fino al mare: a est, verso il promontorio di Capo Verde (sormontato dal faro di Capo dell'Arma della Marina Militare), e a ovest fino a Capo Nero.
L'originario nucleo abitativo, la Pigna, è adagiato sulle pareti di una collina-promontorio sovrastata dal santuario della Madonna della Costa, e lambito dai torrenti San Francesco e San Romolo. A levante, il torrente San Martino e a ponente il torrente Foce danno il nome alle relative zone est e ovest della città.
La prima fascia dell'entroterra, a ridosso della città, è ricca di serre e coltivazioni di fiori, stanti a ricordare il ruolo importante della floricoltura nell'economia cittadina. Alcuni oliveti e resti di fasce (coltivazioni a terrazza), oramai quasi completamente abbandonate, costellano le campagne e le scoscese colline circostanti.

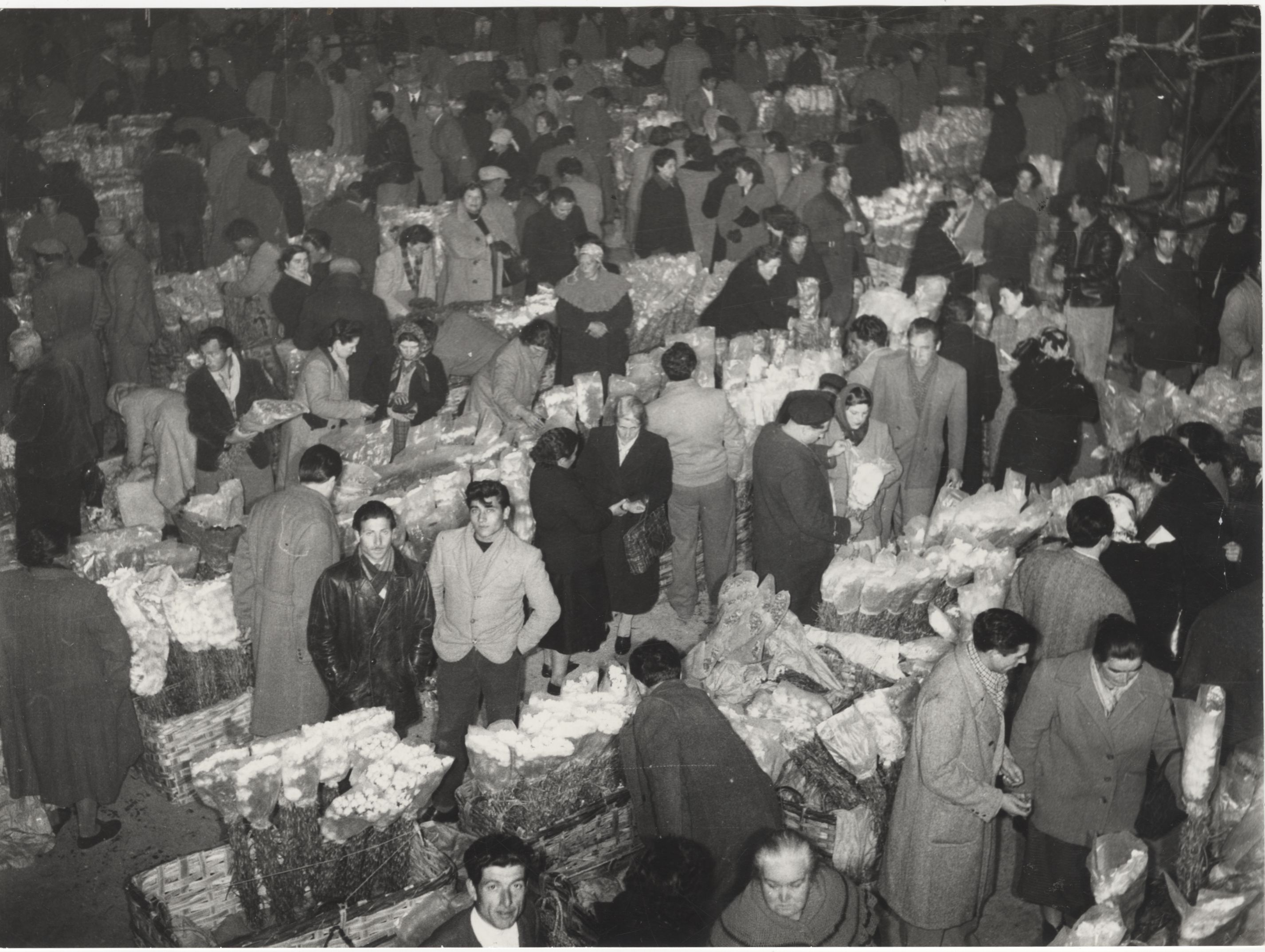
Mercato dei fiori a Sanremo nel 1962

Le frazioni dell'entroterra boschivo distano pochi chilometri dal centro della città, tanto che durante l'estate è consuetudine, da parte dei sanremesi, fare le "gite fuori porta" tra i boschi di castagno nella frazione di San Romolo, edificata intorno a un prato che da anni è meta di giochi di bimbi, o tra i pascoli della arieggiata vetta del Bignone, da cui è possibile godere della vista da Saint-Tropez ad Albenga, e in giornate terse, fino alla Corsica.
La fascia boschiva dell'entroterra è stata inserita nel parco naturale di San Romolo-Monte Bignone, un'area di circa 700 ettari, ricca di fauna e vegetazione, nella quale si intrecciano fittamente sentieri e mulattiere.
I due promontori a est e a ovest di Sanremo ospitano rispettivamente le frazioni di Poggio e di Coldirodi: la prima, nota per rappresentare l'ultimo tratto in salita della Milano-Sanremo, la seconda sede della Pinacoteca Rambaldi.
Dal punto di vista amministrativo, la città si estende a est oltre il Capo Verde. Qui si trova la frazione di Bussana, la più popolosa del comune, che è stata edificata ex novo dopo che il terremoto del 1887 distrusse il centro abitato originario, posto sulle colline retrostanti e poi divenuto noto come Bussana Vecchia. Tale diroccato paesino rimase abbandonato fino all'inizio degli anni sessanta del Novecento, quando artisti da tutto il mondo decisero di ripopolarlo, riportando le costruzioni in pietra alla loro struttura originale.

### Clima

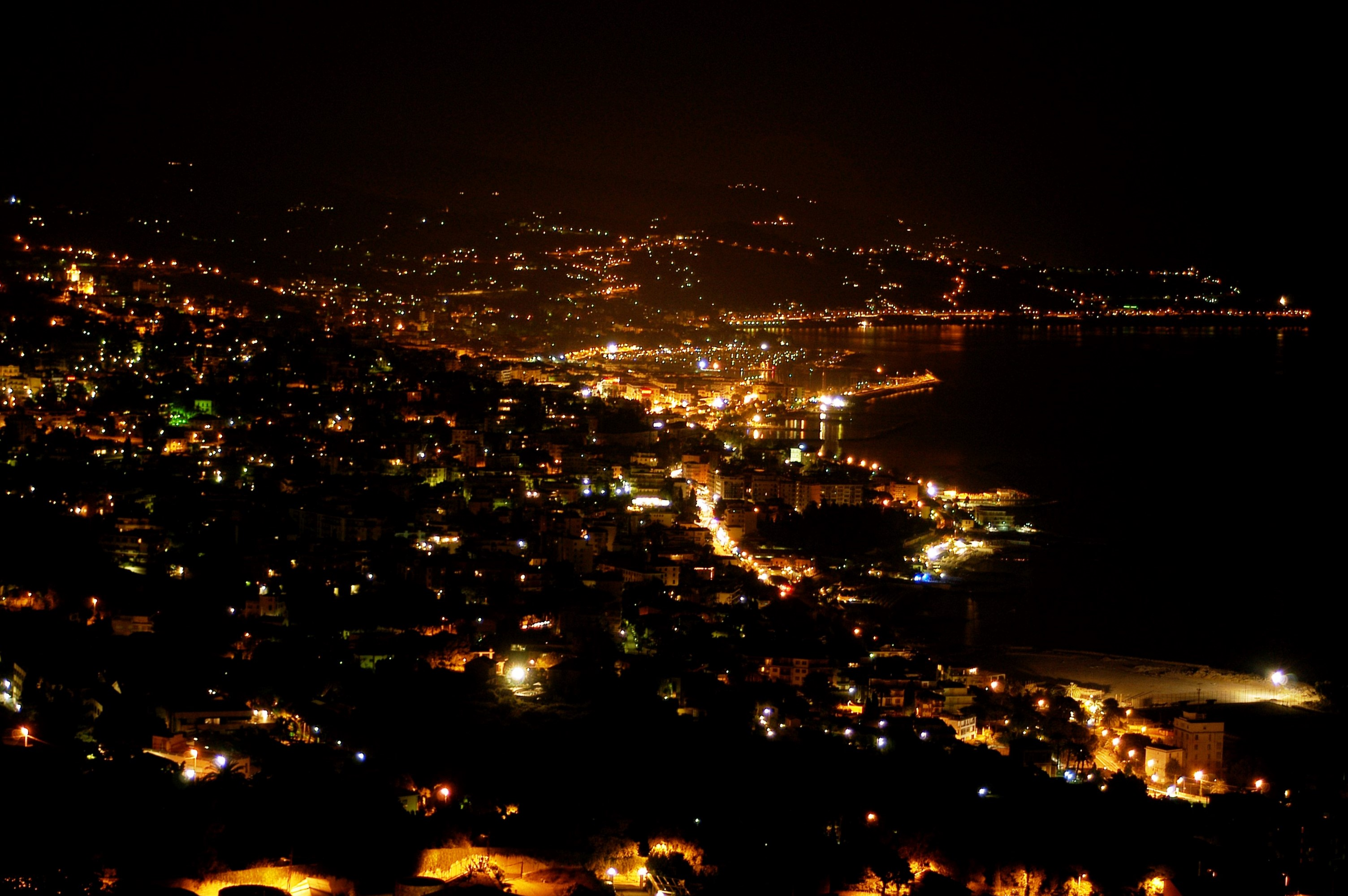
Panorama notturno da Coldirodi

La protezione offerta a Sanremo dalla dorsale montuosa che si innalza immediatamente alle sue spalle fa sì che il clima della città sia in assoluto il più mite fra quelli rilevati in Liguria, in Italia settentrionale e nella massima parte di quella centrale (condizioni climatologiche simili nella penisola italiana sono riscontrabili solo alle latitudini inferiori a quella della città di Roma).
Nei mesi invernali le temperature medie giornaliere si attestano attorno ai +10/+11 °C, infatti, nonostante una minima assoluta storica di -5,2 °C (risalente al 10 febbraio 1986, all'indomani della più cospicua nevicata del XX secolo) a Sanremo solo eccezionalmente si registrano temperature di 0 °C (frequenza media delle gelate attorno a 0,8 giorni/anno) e sono complessivamente rare anche le minime notturne inferiori ai +5 °C (in gennaio e febbraio i valori minimi medi si attestano attorno ai +7 °C, quelli massimi medi sfiorano i +13 °C); assai rare pure le nevicate; una nevicata ci fu il 28 dicembre 2005 con accumulo di 3–5 cm fino in riva al mare, un'altra l'11 febbraio 2010, quando un manto dello spessore di 5 cm imbiancò le vie centrali della città e le zone litoranee, mentre l'ultimo episodio risale alla serata del 28 febbraio 2018, con accumuli esigui di 1–2 cm circa. Un episodio di neve più consistente è datato 9 febbraio 1986, quando sui quartieri costieri caddero circa 18/20 cm di neve.
Le estati sanremesi sono ventilate, moderatamente calde e i mesi di luglio e agosto registrano valori medi giornalieri prossimi ai +24 °C, con minime medie di circa +20 °C e massime attorno ai +28º infatti, nonostante una massima assoluta di +36,6 °C (risalente al 4 agosto 1981), valori diurni superiori a +33/+34 °C possono essere riscontrati in caso di vento di caduta (Favonio), mentre invece sono molto rari anche durante le ondate di caldo più intense dalla Tunisia, grazie alle brezze che tendono a mitigare la calura e per effetto dei tassi di umidità relativa media (che nell'estremo Ponente imperiese sono più contenuti rispetto a quelli del resto della Liguria) a Sanremo le giornate afose sono assai meno frequenti che in città come Savona, Genova o La Spezia, che pure hanno regimi termici estivi molto simili. Il record assoluto per il centro della città si è registrato presso l'Osservatorio Astronomico e di Fisica Terrestre Europa '71 il 5 agosto 2003 ed è pari a +38,4 °C.
In generale le temperature a Sanremo sono un po' più alte rispetto ai comuni costieri confinanti anche a causa di un modesto effetto isola di calore.

## Origini del nome
Due grafie del toponimo, Sanremo e San Remo, sono state usate in passato; per molto tempo sono convissute pacificamente, pur creando qualche problema, benché l'amministrazione tendesse a usare la versione unita. L'etimologia ufficiale, di conseguenza, era controversa e a lungo è stata oggetto di disquisizioni che sfociarono in una vera e propria questione, cui si interessarono sia insigni studiosi come Girolamo Rossi, sia cittadini benemeriti come Carlo Alberto. Anticamente, la città era conosciuta come Civitas Matuciana, ma con l'avvento del Medioevo, in seguito alla morte di san Romolo (un vescovo di Genova vissuto intorno al V secolo, che trascorse buona parte della sua vita nei boschi di Sanremo, e che morì da eremita alle pendici del vicino monte Bignone), i cittadini vollero onorarlo dedicandogli il nome della città, che così assunse il nome di Civitas Sancti Romuli.
Per quanto riguarda la seconda trasformazione, ossia da San Romolo a Sanremo, furono in passato elaborate due tesi differenti. La prima afferma che il passaggio da "Romolo" a "Remo" avvenne in seguito alla morte di san Romolo: poiché nel Medioevo le tombe dei santi erano grandemente visitate, il Sanctum Heremum in seguito alle modifiche della lingua, con il tempo, sarebbe diventato "Santo Eremo" e quindi "San Remo". Questa interpretazione, in passato molto accettata, presenta, tuttavia, una falla, poiché in nessun documento ufficiale si parla di "Santo Eremo", e non spiegherebbe neppure perché alla città sia rimasta la denominazione di "Santo Eremo", mentre all'eremo vero e proprio quello di "San Romolo". È da considerare inoltre che nella cristianità non esiste un santo di nome Remo a cui eventualmente riferirsi.
La seconda tesi, più comunemente accettata, sostiene che la trasformazione del nome da "Romolo" a "Remo" avvenne a causa delle tipicità fonetiche della lingua ligure, in particolare per la cadenza tipica del territorio di ponente di rendere la "o latina" in "ö". Di conseguenza, la dizione ligure di "Romolo", ossia "Romu", sarebbe stata pronunciata come "Rœmu" e quindi traslata, con il tempo, in "Remu", ossia "Remo". Questa tesi è, inoltre, suffragata dai documenti storici: negli archivi, infatti, è possibile trovare documenti, in un lasso di tempo compreso fra il Trecento e il Seicento, in cui i nomi Civitas Sancti Romuli e Civitas Sancti Remuli compaiono in pari frequenza, e anzi in alcuni si trovano entrambi nello stesso atto; per esempio in un rogito del 1359 compare Civitas Sancti Romuli e poco dopo l'aggettivo Remoretus, mentre in un atto della Repubblica di Genova del 1681 si può trovare sia Civitas Sancti Romuli sia Magnifica Comunità di San Remo. La questione dell'etimologia si incentrò anche sulla corretta grafia, e forse è più su questo punto che si scatenò una vera e propria battaglia, soprattutto dall'epoca fascista. L'esempio migliore sull'incertezza che vi era al tempo è dato dalla Storia della Città di Sanremo di Girolamo Rossi: egli, infatti, in copertina scrive "Sanremo", ma all'interno del testo compare la versione staccata con maggiore frequenza. In passato, come già detto, le due versioni convivevano abbastanza pacificamente, tuttavia dalla fine degli anni venti l'Istat si prodigò affinché il nome venisse scritto nella forma staccata "San Remo", per uniformare il nome della città a quello delle altre località il cui nome è riferito a un santo, e anche perché in molte cartine del passato compariva la forma staccata.
Consultando i documenti dell'Archivio comunale si può notare come in data 2 settembre 1937 il podestà di allora, Giovanni Guidi, veniva informato che l'Istituto Centrale di Statistica aveva elencato il Comune con il nome staccato (San Remo), in accordo con il Regio Decreto 19 febbraio 1928 n. 453, pubblicato nella Gazzetta Ufficiale n. 67 del 20 marzo 1928 (in cui era stata disposta l'aggregazione del comune di Bussana a quello di San Remo), ma in difformità con quanto sino a quel momento effettuato da parte dell'amministrazione comunale. Lo stesso Istat, inoltre, interveniva direttamente l'8 febbraio 1938 per richiamare il Comune all'osservanza della disposizione. Tuttavia, all'invito ad adeguarsi del prefetto, il podestà rispondeva: "Insistiamo perché venga modificato il nome in Sanremo". L'8 agosto 1940 il presidente dell'Istituto centrale di Statistica richiamava nuovamente il Comune scrivendo: "... codesto comune dovrà modificare secondo il nome seguito da questo Istituto [San Remo, ndr] l'intestazione della carta ufficiale nonché i timbri in uso presso gli uffici comunali", e chiedeva venisse fornita per iscritto l’"assicurazione di adempimento". Il 30 agosto 1940 il podestà emanava, pertanto, la seguente ordinanza (prot. n. 15411): "Vi prego di disporre perché d'ora in poi negli stampati il nome del Comune venga scritto San Remo anziché Sanremo".
Il secondo conflitto mondiale bloccò la questione, e il nome della città continuò a essere usato unito, ma nell'immediato dopoguerra si riaccese; di conseguenza il sindaco, con ordine di servizio datato 24 marzo 1954, prot. n. 89/6, trasmetteva a tutti gli uffici la seguente lettera: «Si porta a conoscenza delle SS.LL. che l'esatta grafia del nome della nostra città è la seguente: San Remo. Tanto si comunica per opportuna conoscenza e norma con preghiera di volerne rendere edotto il personale dipendente, affinché tanto negli stampati che sulle comunicazioni venga adoperata la esatta onomastica». Quest'ordine di servizio non è mai stato applicato dagli organi comunali: nonostante, infatti, tale "decisione" ufficiale del Comune, il nome di “San Remo” ha continuato a essere rifiutato a livello locale, dov'era utilizzata principalmente l'altra versione, come, per esempio, nelle indicazioni stradali, ferroviarie, turistiche, e praticamente ovunque nella documentazione del Comune, della Provincia e spesso della regione; anche le cartoline per le consultazioni elettorali hanno sempre riportato il nome “Sanremo”. Nella documentazione prodotta a livello centrale, proveniente dalla Gazzetta Ufficiale, dall'Anagrafe tributaria e dai documenti dell'Istituto di Statistica, tuttavia, ha continuato a essere mantenuta la forma “San Remo”. Grazie alla disputa, però, si giunse a dimostrare come sia più corretta la versione attaccata. Solo in seguito all'approvazione dello Statuto, seguito a varie Deliberazioni Consiliari tenutesi tra il 1991 e il 2002, si sancì definitivamente che la denominazione ufficiale della Città fosse nella forma monoverbo “Sanremo”.

## Storia

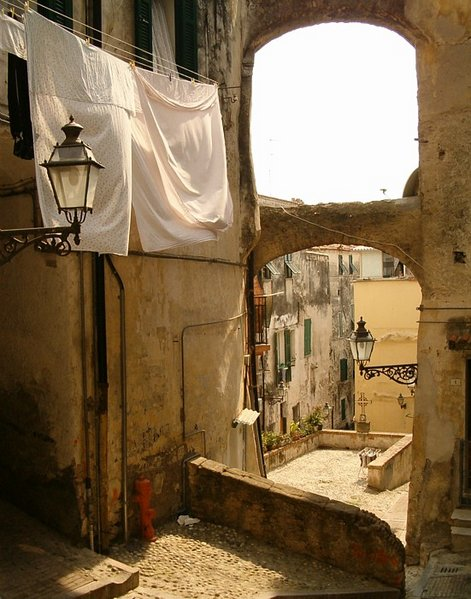
La Pigna, centro storico di Sanremo.

Sanremo presenta tracce di attività umana fin da tempi remoti, come testimoniato dal ritrovamento di insediamenti del Paleolitico. Tuttavia è dall'epoca romana che la città cominciò a svilupparsi come insediamento significativo. Venne quindi fondata in epoca romana lungo la Via Julia Augusta, (proseguimento della via consolare Aurelia) e intitolata probabilmente a Caio Matutio, che intorno all'oppidum primitivo, rilevato nelle vicinanze del casinò, costruì una fastosa villa, attorno alla quale crebbe l'abitato detto Villa Matutia. Un'altra interpretazione fa riferimento alla divinità romana Mater Matuta, dea dell'Aurora, mutato quindi in Matutia e quindi Villa Matutiæ.
Quale che ne sia l'origine, tuttavia è certo che, dopo la conversione della popolazione al cristianesimo da parte del beato Ormisda, del diacono Siro (poi Vescovo di Genova) e del vescovo San Romolo (poi eremita), nel IX secolo la città fu oggetto di attacchi continui da parte di pirati saraceni, che costrinsero la popolazione a rifugiarsi sui monti.
Passato tale periodo di devastazioni, il borgo primitivo venne rifondato sulla costa, nella zona di San Siro e della Pigna (così detta per la forma "ad avvolgimento" con cui venne costruita per motivi difensivi), circondato da mura e difeso da un castello, e quindi dedicato a San Romolo. Risale infatti al 979 un documento in cui alcune famiglie chiesero al vescovo Teodolfo I un appezzamento di terreno a basso costo di affitto, che prese il nome di castrum Sancti Romuli, dedicato al vescovo che "ormai considerato santo e venerato dalla popolazione che nella sua tomba prega ed invoca la protezione divina contro i nemici, che continuavano a saccheggiare e ad uccidere".
La città appartenne prima alla diocesi di Albenga, quindi ai conti di Ventimiglia, e infine passò sotto il controllo dei vescovi di Genova. Nel 1170 la città prese parte a una battaglia marittima, accanto alla Repubblica di Genova, contro la Repubblica di Pisa, con una galea costruita con il legno ricavato dai boschi circostanti la frazione di San Romolo.
Nel 1297 Sanremo venne venduta alle famiglie nobili genovesi di Oberto Doria e Giorgio De Mari, che modificarono l'amministrazione cittadina e lo statuto comunale; nel 1361 passò sotto la Repubblica di Genova, fin quando nel 1367 la popolazione fece una colletta per riscattarsi e diventare libero comune, sempre sotto la protezione di Genova, ma con proprio statuto.
La città, a partire dal Medioevo, fece della navigazione marittima un suo punto di orgoglio. In particolare, visto che il clima era particolarmente mite, ed era fiorente la coltivazione degli agrumi, veniva effettuato il commercio di tali frutti quasi esclusivamente via mare, poiché le strade erano all'epoca alquanto disastrate e pericolose. A conferma dell'abilità marinara, un vecchio detto provenzale diceva che "Li gens de San Rëmu navigou san remu" ("la gente di Sanremo naviga senza usare i remi"), in quanto esperta nell'uso delle vele. Gli annali di Sanremo riportano infatti, a partire dal 1435, un costante ampliamento e ammodernamento del porto, di cui all'epoca si diceva "non vi è spiaggia in tutto il dominio della Serenissima più numerosa di barche... come di gente marinara".
Il XVI secolo è per Sanremo, e tutta la Riviera di Ponente e la Costa Azzurra, il periodo delle incursioni barbaresche (tra cui quelle del corsaro barbaresco Barbarossa, che nel 1544 saccheggiò la città e depredò la concattedrale di San Siro), che avrebbero afflitto la zona per più di cento anni. In quel periodo, inoltre, la lotta tra Francia e Spagna, ossia tra Francesco I e Carlo V, portò la Francia ad allearsi con i Turchi, e la cosa sfociò in ulteriori sconquassi (e va ricordato che nel 1538 Sanremo ospitò il papa Paolo III che si recava in Francia per tentare di mediare).

La battaglia della Parà è uno dei momenti gloriosi della storia cittadina nella lotta ai barbareschi. Le date in merito sono discordanti, cosa dovuta anche alla poca disponibilità di documenti; tuttavia le ricerche di Giuseppe Ferrari hanno consentito di fare chiarezza. Nel 1543, con la ripresa delle ostilità tra Francia e Spagna, Nizza si apprestava a venire assediata dalla flotta turca. In quel periodo era podestà di Sanremo il genovese Luca Spinola, futuro doge di Genova, che decise di inviare degli osservatori per controllare i movimenti della flotta nemica, la quale il 5 agosto, lasciata la base e unitasi a quella francese ancorata a Marsiglia, aveva raggiunto Nizza. Il 6 agosto fallivano le speranze di un accordo diplomatico, poiché i Nizzardi si rifiutarono di arrendersi ai Turchi.

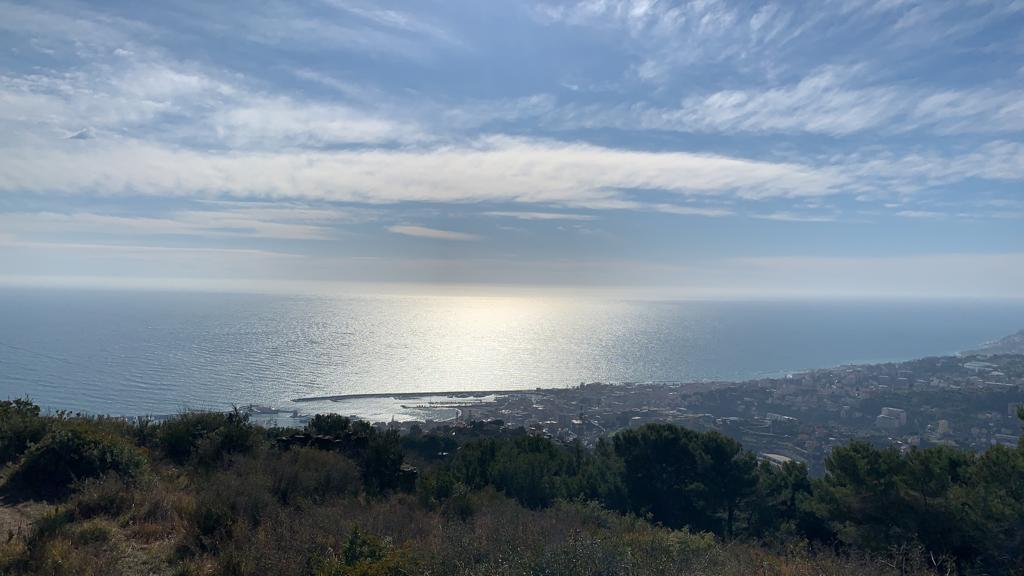
Vista sui porti di Sanremo da Verezzo

In attesa di sferrare l'attacco, nella notte, un gruppo di circa 13 galeoni di appoggio alla flotta del sultano Solimano II, al comando del corsaro Barbarossa (probabilmente di origine algerina) non rinunciarono alla possibilità di fare bottino e mossero alla volta di Sanremo, sperando di cogliere, all'alba, gli abitanti ancora nel sonno. La città, però, si era preparata e poteva contare su un pari numero di uomini validi e armati. I barbareschi cercarono prima di saccheggiare la città, ma dopo uno scontro molto duro non vi riuscirono e finsero di abbandonarla. Sbarcarono, tuttavia, nei pressi dell'allora borgo di San Martino, ma nonostante l'espediente, trovarono gli abitanti ad aspettarli, al comando del podestà Spinola. La battaglia, allora, si spostò nei pressi di un colle ai piedi del quale, molto più avanti, sarebbe sorta Verezzo. Verezzo è una frazione del comune di Sanremo situata a circa 400 metri sul livello del mare e che conta circa mille abitanti suddivisi nelle due sotto frazioni San Donato e Sant'Antonio, le quali ospitano una parrocchia ciascuna. Gli abitanti della frazione di Verezzo sono conosciuti con il nome verezzenchi o veresenghi.
Il territorio prettamente collinare offre sentieri da esplorare sia a piedi che in mountain-bike e la presenza di una vasta flora insieme a piccoli laghetti naturali, accompagnano e rendono più piacevoli le escursioni. Trovandosi alle spalle della città di Sanremo, si gode di un'ottima vista su essa e sui due porti della città, di cui Portosole il più recente. La lotta fu molto aspra, con grandi perdite da entrambe le parti, ma dopo ore di combattimenti gli invasori furono rigettati indietro e costretti a imbarcarsi in tutta fretta sulle loro navi.

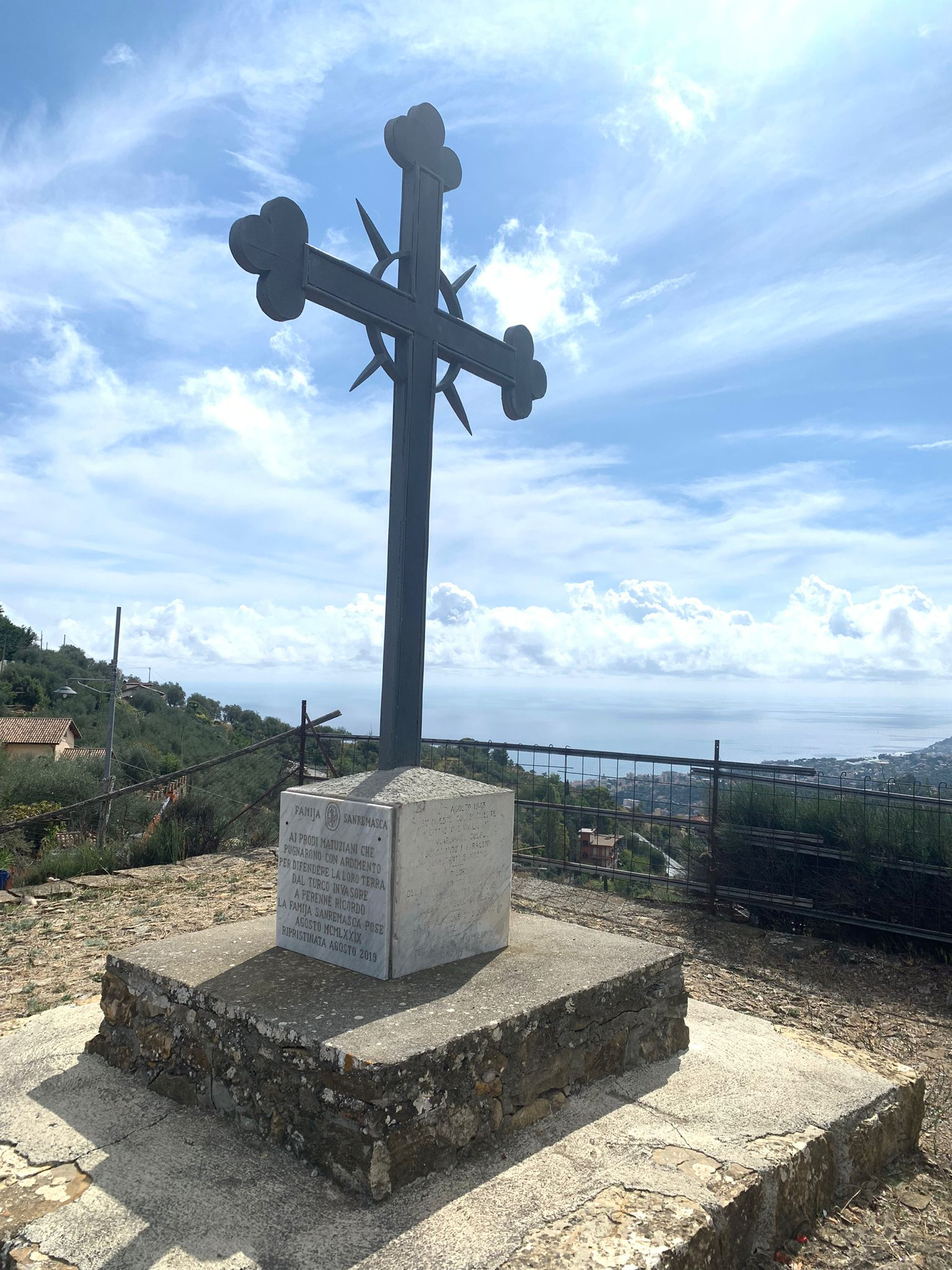
Monumento Croce della Parà di Verezzo in memoria della battaglia

A ricordo dell'avvenimento glorioso, il colle venne ribattezzato Parà, ossia parata, poiché era stata parata la mossa audace del corsaro. Su una delle creste collinari di Verezzo, una croce segna il punto in cui si svolse la vittoriosa battaglia contro i barbareschi. Su essa è incisa una dedica ai gloriosi che hanno resistito all'attacco nemico. Nell'Archivio di stato di Genova, inoltre, è conservata la lettera con cui Luca Spinola informò il governo della Superba dell'accaduto.
Per quasi due secoli rimase sotto il protettorato genovese. Nel 1748, con la fine della guerra di successione austriaca (durante la quale Genova si alleò con i Francesi e gli Spagnoli, causando il bombardamento inglese di Sanremo nel 1745) la presenza asburgica in Italia si era alquanto assottigliata. I rapporti tra l'Austria e la Repubblica genovese non erano mai stati buoni, e la Superba pensò di sfruttare la situazione a suo vantaggio, assicurandosi definitivamente il dominio su Sanremo, che, sebbene godesse dello statuto di comune convenzionato, rappresentava tuttavia una spina nel fianco per la Repubblica, sia per la concorrenza dei traffici portuali, sia per le continue rivolte. Sanremo, infatti, si considerava sabauda.
Il pretesto per attuare il progetto fu l'invio, l'anno successivo, del nuovo commissario, Gio Batta Raggio, incaricato di distaccare Coldirodi da Sanremo, nell'ottica di una più equa ripartizione delle spese della guerra appena conclusa. In realtà, Genova voleva rafforzare la sua presenza nel ponente, preoccupata da diverse infiltrazioni sabaude, come Finale e Seborga. Va aggiunto, inoltre, che tra Sanremo e Coldirodi vi erano sempre state incomprensioni e angherie reciproche.

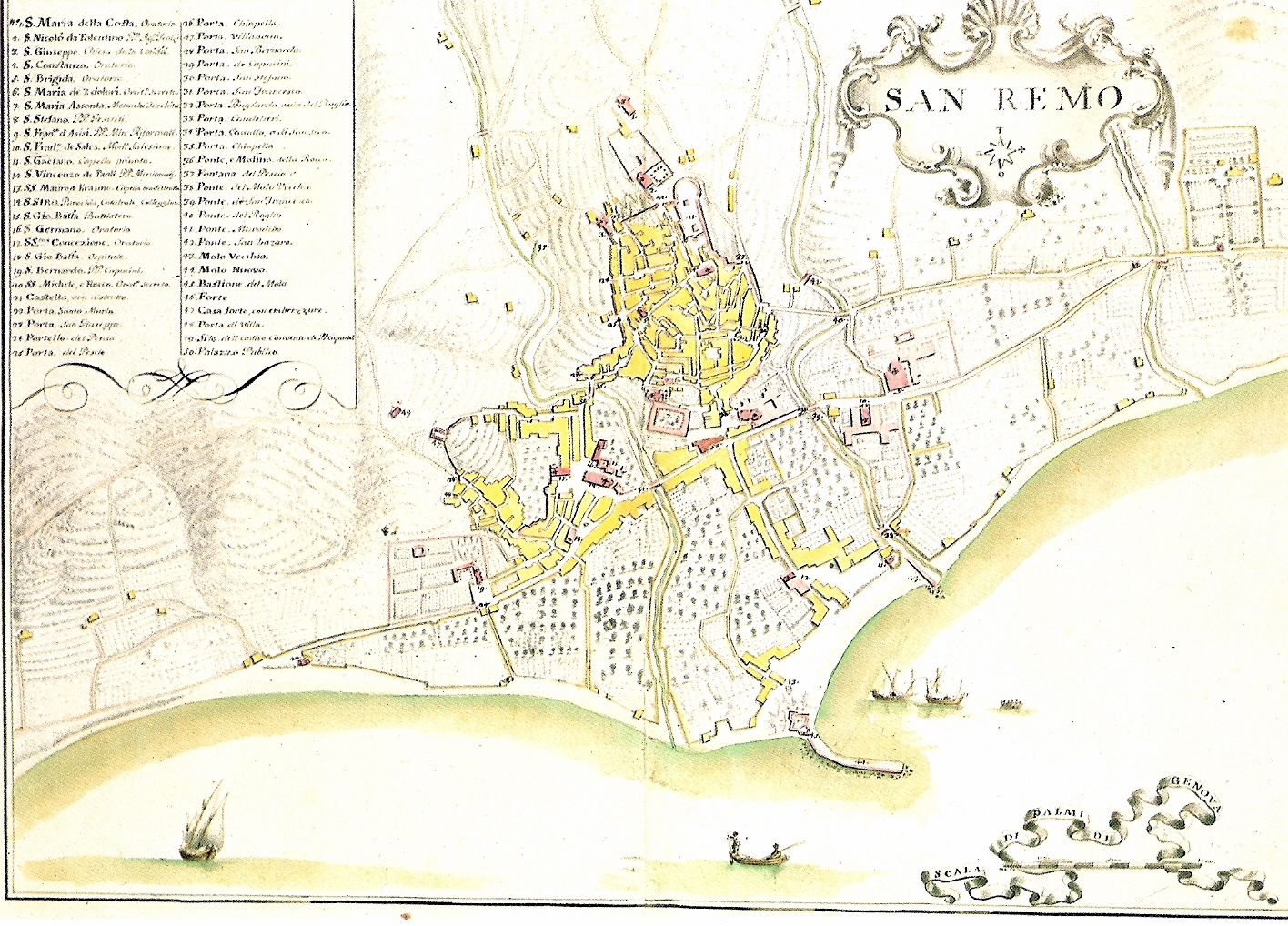
Mappa del cartografo Matteo Vinzoni del 1773

Nel 1752, i Collantini presentarono una formale richiesta di distacco da Sanremo, giustificandola con gli eccessivi soprusi subiti nel passato, tra cui l'obbligo di pagare gabelle senza benefici e il non aver mai ottenuto una rappresentanza nel parlamento locale. Il 1º febbraio 1753, così, Genova stabilì che da quel momento Coldirodi, al tempo La Colla, doveva ritenersi separata dalla Magnifica Comunità di Sanremo, e contemporaneamente inviava il colonnello cartografo Matteo Vinzoni per tracciare i nuovi confini tra i due comuni. Egli, il 6 giugno, chiese la collaborazione di due deputati per stabilire i nuovi termini, ma il Consiglio rispose che la scelta andava fatta dall'intero Parlamento, ma mentre era in corso la seduta convocata dal commissario, un gruppo di cittadini invase la sala chiedendo che fosse convocato il Parlamento. Seguirono momenti concitati, e l'intervento di un gran numero di soldati e un colpo di archibugio sparato dal palazzo del commissario costituirono il segnale della rivolta. La folla disarmò i soldati e imprigionò il commissario Doria, assieme alla sua famiglia, e Vinzoni.
Poco dopo venne fatto suonare solennemente il campanone di San Siro per chiamare a raccolta la popolazione, che si radunava gridando gioiosamente "Viva San Romolo" e "Viva Savoia" e veniva convocato il Parlamento, che il giorno successivo decideva di presentare una solenne petizione di annessione al Regno di Sardegna direttamente al re Carlo Emanuele III, e, al contempo, intimò a Vinzoni di rinunciare al proprio incarico, pena la morte. La città, inoltre, cominciò a prepararsi all'inevitabile scontro, per cui si apprestarono armi e difese, e si nominò in magistrato di guerra. La cosa, tuttavia, non prese il verso giusto e sin dall'inizio non diede i risultati sperati: la delegazione sanremese non venne neppure ricevuta dal re di Sardegna e inoltre i comuni di Ventimiglia, Bordighera, Taggia, Porto Maurizio e Ceriana si dissociarono subito dalla sollevazione. Genova, intanto, aveva cominciato ad arrestare tutti i cittadini sanremesi che si trovavano nei vari comuni della repubblica, e bloccato tutte le navi nei porti convenzionati. La mattina del 13 giugno giunsero, con tre galee e varie navi minori, ben 1027 soldati al comando del generale Agostino Pinelli, che chiese la liberazione del commissario e del cartografo. Ottenuto un secco rifiuto, diede ordine di sparare sulla città. Il bombardamento proseguì per tutta la giornata, compresa la notte, e parte del giorno successivo, in cui cominciò anche lo sbarco delle truppe, in diverse zone, tra Capo Nero, la Pietra Lunga e la Foce. Lo scontro si spostò verso la città vecchia, dove i sanremesi, dalla Porta dei Cappuccini, risposero ai bombardamenti cannoneggiando a loro volta e uccidendo 2 soldati e ferendone altri 14.
In seguito i matuziani preferirono ritirarsi nella città vecchia, per meglio concentrare le forze, lasciando così le posizioni meno importanti in mano ai genovesi. Nel frattempo, i fucilieri della repubblica erano riusciti a occupare il convento dei nicoliti (ossia quello che è divenuto il Cottolengo) e pertanto avevano conquistato la parte alta della città senza praticamente sparare un colpo. A questo punto, il generale Pinelli, visto che la situazione gli era ormai diventata favorevole, decise, molto astutamente, di proporre un accordo alla cittadinanza, avvalendosi dell'aiuto dei padri Balbi e Curlo: se i rivoltosi si fossero arresi e avessero liberato i prigionieri, sarebbero stati graziati dalla repubblica e lui stesso si sarebbe adoperato per mitigare il castigo; in caso contrario, invece, le ostilità sarebbero continuate "fino all'ultimo sterminio". I sanremesi, ormai stanchi e disorganizzati, decisero di accettare in maniera troppo affrettata, e così Pinelli poté entrare in città senza alcuna difficoltà. Dopo due giorni di relativa tranquillità, nella notte, il generale Pinelli cominciò a non rispettare i patti, facendo arrestare molte persone coinvolte nella sollevazione. Gli imprigionati furono talmente tanti che fu necessario incarcerarne molti nel palazzo Borea, divenuto, nel frattempo, quartier generale dei genovesi.
Il 16 giugno fu convocato il Consiglio e Pinelli ordinò che in due ore fosse pagata la somma altissima di 80'000 lire come risarcimento dei danni. Siccome la popolazione non riuscì a racimolarla in tempo, il generale prese in ostaggio i consiglieri e dilazionò il pagamento in due giorni, ma, come ebbe la somma, ordinò che gli fossero consegnate altre 100'000 lire nei successivi otto giorni. I sanremesi, terrorizzati, non riuscirono comunque a riunire l'intero ammontare, per cui una parte fu pagata sotto forma di barili di olio, che, prontamente, furono spediti a Genova. Pinelli, poi, continuò la sua opera da tiranno. Abolì gli Statuti e tutti i privilegi che, nel tempo, erano stati accordati alla città, ordinò il saccheggio delle frazioni di Verezzo e Poggio, decise di calare a terra il campanone di San Siro, che aveva dato l'avvio alla rivolta, inviandolo a Genova assieme agli archivi della città, e, in aggiunta, fece mozzare la torre campanaria, stabilendo che, all'interno della chiesa, al posto della cattedra vescovile fosse sistemata quella del rappresentante della Repubblica. Fu una vera e propria ondata di terrore, che non risparmiò da razzie neppure le chiese della città, che vennero spogliate di qualsiasi oggetto di valore. Le persone arrestate, inoltre, furono rapidamente processate: quattro di essi furono impiccate (e condannate all'esposizione post mortem della testa), qualcuno venne esiliato, e altri condannati a 10 anni di reclusione, oppure a pubbliche pene corporali. Di conseguenza, i cittadini che potevano fuggirono in città vicine, come Pigna, Apricale e Seborga, che erano parte del Regno di Sardegna.
La notizia di quanto stava avvenendo, per fortuna, si sparse rapidamente in tutta Europa, e si mosse in difesa di Sanremo addirittura l'Impero Asburgico. Poco dopo, allora, il 4 settembre, Genova emetteva un indulto generale, dal quale, tuttavia, rimanevano esclusi i 14 principali artefici della rivolta. Di essi, qualcuno morì in carcere, mentre altri restarono condannati all'esilio a vita; furono duemila gli esuli, tra i condannati e quelli spinti dalla paura. Gli atti di Pinelli furono però denunciati al Senato genovese, che aprì un'inchiesta. Saltarono, così, alla luce tutte le nefandezze da lui compiute, e di conseguenza, il 12 ottobre, dopo essersi scusato e giustificato, fu costretto al congedo.
Lo sostituì Francesco Maria Sauli, ma la situazione non migliorò, poiché la delegazione sanremese a Vienna si adoperò per ottenere la protezione imperiale e l'annessione al Regno di Sardegna. La notizia giunse al commissario genovese, che ordinò una nuova ondata di arresti e violenze, causando nuove fughe dei cittadini impauriti. Alla fine di novembre, la città era ormai popolata solo da donne, vecchi, e bambini. Genova, così, decise di emettere un nuovo indulto il 4 marzo 1754, ma nonostante tutto gli esuli non tornavano. La situazione, inoltre, si arenò, poiché Vienna prese posizioni formali contro Genova; ma la Repubblica continuava nella sua opera, parendo quasi impossibile un intervento armato imperiale. Sauli, così, pubblicò il nuovo regolamento economico della città, in cui, ovviamente, le tasse erano aumentate al fine di tenere oppressa la popolazione. L'ultimo atto del commissario fu l'approvazione del progetto di costruzione del forte Santa Tecla (che assunse nel tempo varie destinazioni, e fu carcere fino al 1997), in modo che si potesse "tenere a dovere" i sanremesi. La posa della prima pietra avvenne il 6 luglio 1755 e in un anno si conclusero i lavori. Vinzoni, poi, fu incaricato di terminare l'opera di separazione della Colla e il catasto venne aggiornato.
Contemporaneamente la delegazione sanremese a Vienna proseguiva la sua opera, e Maria Teresa d'Austria si pose come intermediaria con Genova. La Repubblica, così, concesse il perdono agli esuli, restituì molti beni confiscati, scontò dalle tasse annue trentamila lire e restituì una campana (ma quella originaria di San Siro è ancora nella cattedrale di San Lorenzo a Genova). La città, però, rimase abbandonata a se stessa, e l'unica cosa positiva fu la ricostruzione del porto, abbandonato dai tempi di Pinelli, i cui lavori terminarono nel 1786. La dominazione genovese sarebbe cessata solo nel 1815, quando, con la Restaurazione, tutta la Liguria venne annessa al tanto sospirato Regno di Sardegna.

Le truppe napoleoniche, nel 1794, occuparono la città che divenne capoluogo del Dipartimento delle Palme, poi "Giurisdizione" con lo stesso nome dal 1798 con capoluogo Sanremo. Nel 1805, con l'annessione della Liguria alla Francia, con il territorio della Giurisdizione delle Palme ed il vicino Monegasco fu formato l'arrondissement di Sanremo, appartenente al Dipartimento delle Alpi Marittime. Dopo la restaurazione dei Savoia (1814) venne annessa al Regno di Sardegna. La decadenza cittadina aveva portato scarse condizioni igieniche, che culminarono in una grave epidemia di colera nel 1837: è di questo periodo la costruzione di un nuovo cimitero suburbano, quello della Foce, e l'allestimento di un lavatoio pubblico.

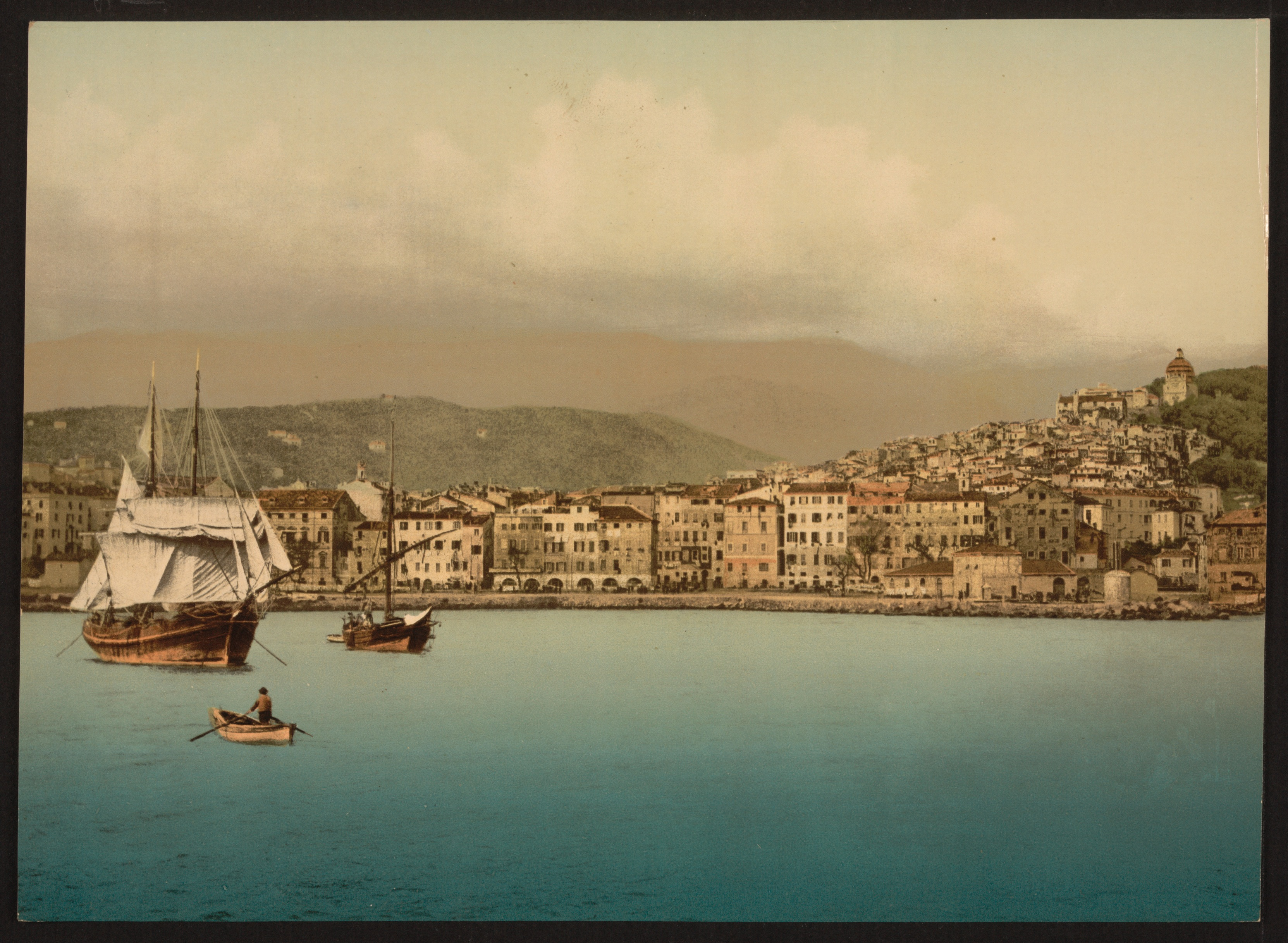
La città vista dal mare tra il 1890 e il 1900

Da quegli anni la città incominciò a crescere dal punto di vista turistico: nel 1864 la zarina Maria Aleksandrovna per prima scelse Sanremo per "svernare", aprendo la strada al turismo elitario della nobiltà russa, attratto dal clima mite e dalla bellezza dei luoghi. 

Due anni dopo la partenza della zarina, tra il dicembre del 1877 e il febbraio del 1878 soggiorna e lavora a Sanremo il compositore russo Ciaikovskji.
Anche l'Imperatrice Elisabetta di Baviera (Sissi, Imperatrice d'Austria) tra i suoi numerosi e lunghi viaggi per l'Europa (1870-1890) si recò diverse volte a Sanremo.
In quel periodo vennero edificati vari edifici e ville monumentali, principalmente in stile liberty, per l'aristocrazia europea che divenne semi-stanziale nella cittadina. Sempre a fine Ottocento la cittadina vide il passaggio dall'agricoltura basata sugli agrumeti, molto fiorente, alla floricoltura. Nel 1872 la città venne raggiunta dalla ferrovia.
All'inizio del Novecento cominciarono a sorgere le strutture di intrattenimento più qualificate per l'esigente élite della Belle époque: il Casinò, il campo golf, la funivia Sanremo-Monte Bignone, all'epoca la più lunga del mondo, l'ippodromo, lo stadio, eccetera.
Al termine della prima guerra mondiale Sanremo venne scelta per la Conferenza Internazionale degli Stretti, con cui venne discussa, tra gli Alleati, la redistribuzione delle terre dell'ex Impero ottomano, tra cui la Palestina (assegnata alla Gran Bretagna), la Siria, Cilicia e Libano (alla Francia).
Intorno agli anni trenta si ebbe la massima espansione turistica della cittadina: la città continuò a incrementare le proprie strutture ricettive da un lato, e l'economia basata sulla floricoltura dall'altro. Con l'approssimarsi della seconda guerra mondiale ebbe inizio un lento declino del turismo elitario.
Nel periodo dell'occupazione tedesca e della Repubblica Sociale Italiana, furono arrestati a Sanremo almeno 26 tra i molti ebrei che vi risiedevano o che vi avevano cercato rifugio dalle deportazioni. La memoria di sei sanremesi deportati è ricordata dalla posa il 28 gennaio 2022 di altrettante pietre d'inciampo nei pressi di corso Garibaldi e dei Giardini Vittorio Veneto. Numerose altre pietre e memoriali ricordano in città le molte vittime tra partigiani e civili protagonisti della Resistenza a Sanremo.
Al referendum istituzionale del 2 e 3 giugno 1946, 10.289 elettori sanremesi (il 50,2%) votarono per il mantenimento della monarchia sabauda e 9.898 votarono per la Repubblica (il 49%).
Con la fine del conflitto la città vide l'incremento del nuovo turismo di massa; conseguentemente, vennero spostati i periodi di soggiorno dall'inverno all'estate. Questa enorme crescita economica, e le grandi opportunità di lavoro nella floricoltura, attirarono soprattutto dall'Abruzzo tantissimi lavoratori, che di fatto contribuirono in maniera notevole ad accrescere la città.
Nel 1951, con l'istituzione del Festival della canzone italiana (a opera dell'amministrazione comunale, che ne detiene la proprietà intellettuale e ne appalta l'organizzazione), Sanremo acquistò ancora di più un ruolo nell'immaginario collettivo di destinazione d'élite, e come tale beneficiò di un notevole incremento del flusso turistico. Pertanto le attività ludiche e ricreative per il nuovo tipo di esigenze crebbero di pari passo con la speculazione edilizia degli anni sessanta e settanta, che portò a una crescita urbana selvaggia e disarmonica, rendendo la città sempre più popolosa e caotica. Un affresco di questa crescita spasmodica dell'attività turistica e dell'espansione urbanistica incontrollata che caratterizzarono la città dalla metà degli anni cinquanta è tracciato con occhio critico dallo scrittore sanremese Italo Calvino nel suo breve romanzo La speculazione edilizia.
Il 5 aprile 1972 ebbe luogo, proprio davanti al Casinò di Sanremo, la prima dimostrazione pubblica in Italia per la difesa della dignità e dei diritti degli omosessuali: ciò accadde in risposta all'organizzazione di un convegno di sessuologia che intendeva giustificare la terapia di conversione, dipingendo l'omosessualità come una malattia. Alla manifestazione parteciparono personalità legate alla rivista Fuori! quali Angelo Pezzana, Mario Mieli e Mariasilvia Spolato.
Nel 2001 la vecchia stazione della città fu dismessa e la linea ferroviaria che percorreva il lungomare venne convertita in percorso ciclopedonale. Al suo posto fu attivato il nuovo tratto sotterraneo della linea Genova-Ventimiglia a nord, con la costruzione della nuova stazione ferroviaria scavata nella roccia.
Per tradizione vi sono tre diverse modalità di indicare gli abitanti della città: i sanremaschi sono coloro che da generazioni sono nati e vissuti a Sanremo; i sanremesi, coloro che risiedono o sono nati in città ma hanno origini forestiere (furesti); infine matuziani, usato più raramente, termine che trae origine dall'antico sito romano di Villa Matutia, che raccoglie nella globalità gli abitanti della città dei fiori.

### Simboli
Stemma
Gonfalone
Bandiera
Lo stemma è stato riconosciuto con decreto del Capo del Governo del 17 dicembre 1928; il gonfalone è stato invece concesso con regio decreto del 25 ottobre 1928.
La bandiera di Sanremo ha origini ben più antiche dello stemma e risale al periodo della Repubblica di Genova; compare tuttora nel logo della Sanremese Calcio ed è stata ripresa per la bandiera del casinò di Sanremo.

## Monumenti e luoghi di interesse
La città offre diversi esempi di eterogenee architetture, che spaziano dal barocco allo stile liberty, dal romanico al neoclassico.

### Architetture religiose

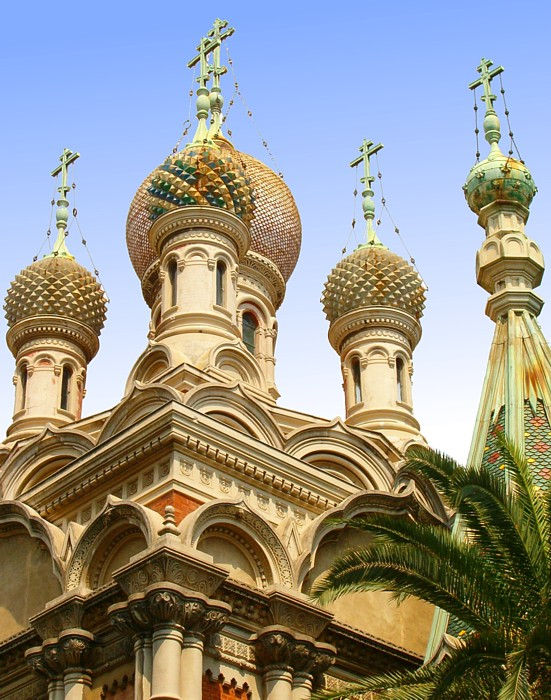
La chiesa di Cristo Salvatore

- Insigne basilica collegiata concattedrale di San Siro costruita nel XII secolo, sui resti di una chiesa paleocristiana, probabilmente dai Maestri comacini. Di architettura romanico-gotica, a tre navate, fu rimaneggiata e ampliata nel XVII secolo, quando anche il campanile, con dodici campane, venne ricostruito in seguito a un bombardamento navale inglese.
- Chiesa di Santo Stefano, eretta sul sito di un cenobio benedettino dell'XI secolo, fu edificata a partire dal 1601 quale sede della Compagnia di Gesù. Ospita importanti opere d'arte nelle cappelle laterali: la Sacra Famiglia, pala d'altare del XVII secolo realizzata da Nicolas Mignard, San Francesco Saverio, pala d'altare di Domenico Piola. In particolare la cappella gentilizia appartenente dal 1680 ai marchesi Borea d'Olmo, dedicata a sant'Ignazio di Loyola: la volta è affrescata con la Gloria di Sant'Ignazio, realizzata da Giovanni Battista Merano, mentre la pala realizzata dal celebre Andrea Pozzo rappresenta Sant'Ignazio che veste San Francesco Borgia dell'abito gesuita.
- Santuario della Madonna della Costa, chiamato dai cittadini e meglio noto ai turisti come Madonna della Costa, è da sempre un punto di riferimento per naviganti in quanto è stata edificata in cima alla collina della Pigna, sede del nucleo primitivo della città. La chiesa venne edificata nel 1361 per festeggiare la liberazione di Sanremo dall'egemonia dei genovesi, i Doria. Ha architettura seicentesca, e conserva, tra numerose decorazioni barocche e affreschi sei-settecenteschi, quattro statue lignee settecentesche e una Madonna con Bambino del Trecento: ed è proprio questa la Madonna della Costa da cui la chiesa prende il nome.
- Chiesa di Cristo Salvatore, costruita alla fine dell'Ottocento dalla nobiltà russa su progetto dell'architetto Aleksej Viktorovič Ščusev e poi ripreso da Pietro Agosti. L'edificio conserva le sue funzioni di culto ed è divenuto uno dei simboli della città. Si trova a pochi metri dal Casinò, verso occidente.
- Eremo di San Michele è un antico luogo di culto situato a metà strada lungo la via che dal Golf porta alla frazione di San Romolo. Partendo dai resti di un antico cenobio medievale, è stato ristrutturato da Michele Toffetti nella seconda metà del XIX secolo, e ne divenne la sua ultima residenza durante l'esilio-eremitaggio che fu costretto a condurre in seguito ai moti rivoluzionari indipendentisti. L'esterno è visitabile, mentre l'interno è aperto poche volte l'anno, in occasione di ricorrenze religiose o matrimoni.[14][15][16]

### Architetture civili
- Palazzo Bellevue - Costruito tra il 1893 e il 1894 su progetto di Pietro Agosti, la sua destinazione fu per quasi 70 anni quella di albergo di lusso per una selezionata clientela: al suo interno infatti c'erano ampi locali di rappresentanza, suites signorili, ampie camere, un rinomato ristorante, e spazi dedicati alla servitù dei signori che si recavano in visita alla città, per lo più finanzieri e nobili europei. All'epoca celava una seconda struttura a carattere terapico curativo, una kurhaus (una sorta di spa ante litteram), poi in seguito divenuta Hotel Excelsior. La facciata presenta ricchi motivi decorativi di vario genere, di sapore vagamente orientale. Dal 1963, quando il complesso alberghiero venne acquistato dal Comune, è sede municipale.
- Palazzo Borea d'Olmo - Costruito in momenti diversi, a partire da un'abitazione del tardo Medioevo, il palazzo, nella centralissima via Matteotti a pochi metri dal teatro Ariston, ha assunto l'aspetto definitivo tra i secoli XVII e XVIII, e rappresenta uno dei più importanti edifici barocchi della Liguria occidentale. Il portale cinquecentesco è sormontato da una statua della Madonna del Montorsoli, un allievo di Michelangelo, nonché da affreschi seicenteschi di Giovanni Battista Merano. Sede del Museo Civico cittadino al secondo piano nobile, è tuttora interamente in mano a privati ed è la residenza di un ramo della famiglia Borea d'Olmo.
- Villa Zirio - Eretta nel 1868 su commissione dell'avvocato sanremese Giovanni Battista Zirio.
- Villa Caravadossi d'Aspremont - Costruita secondo il progetto dell'architetto nizzardo Giulio Franco Gilli.
- Villa Nobel - Nel 1870 il farmacista rivolese Pietro Vaccheri fece edificare sulle coste di levante della città un'elegante palazzina che "per la sveltezza e l'eleganza delle sue forme piace ai più scrupolosi nel voler adempiute le regole dell'arte".[senza fonte] In stile moresco, questa fu l'ultima residenza di Alfred Nobel, che acquistò nel 1892, ristrutturò (su progetto di Pio Soli) sopraelevandola di un piano, rinominò "Villa Mio Nido" e dove si trasferì principalmente per motivi di salute. Dal 1969 appartiene alla comunità, ed è da allora sede di incontri, eventi o manifestazioni culturali. Dal 2002 la villa, completamente restaurata nelle sue forme originali, è aperta al pubblico e visitabile, e ospita un museo sulle scoperte e le invenzioni dell'Ottocento.

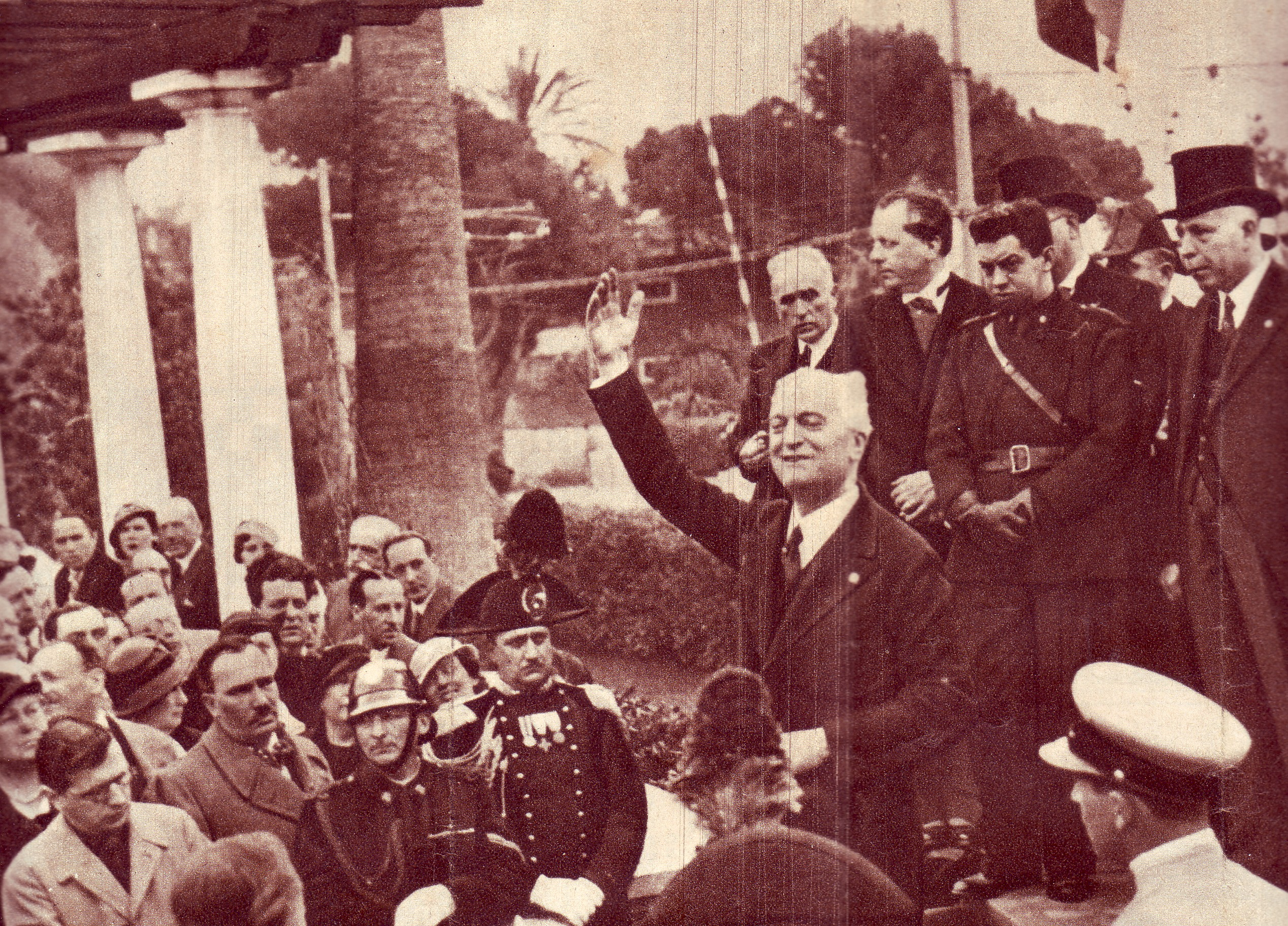
Arturo Marescalchi inaugura la mostra floreale a Villa Ormond aprile 1934

- Villa Luca a Coldirodi - sede della Pinacoteca Rambaldi
- Villa Ormond - Nota principalmente per il suo ampio parco, ricco di piante esotiche, la villa apparteneva a una famiglia svizzera, come racconta il poeta Pastonchi: "L'invisibile madame Ormond si era comprata la solitaria casa Rambaldi, un rettangolo bianco dentro un grande uliveto: l'aveva demolita per rifarla completamente, con portici e logge spiantandovi gli ulivi per sistemarci un giardino all'inglese". Michel Louis Ormond (1828-1901) acquistò nel 1875 la vecchia villa Rambaldi per volere della moglie francese Marie Marguerite Renet (1847–1925), e quando il terremoto del 1887 lesionò seriamente la struttura originaria, affidò all'architetto svizzero Emile Réverdin la ricostruzione (completata nel 1889). Nel 1928, dopo la morte di Marie Marguerite, la villa venne acquistata in solido con il parco dal comune di Sanremo, che ne ha fatto, negli anni, sede di cerimonie di premiazione e di manifestazioni varie: dal 1936 al 1977 vi si sono tenute mostre floreali a carattere internazionale. Ospita in un'ala l'Istituto internazionale di diritto umanitario. Il parco è stato diviso dalla via Aurelia in due parti: a nord si trova la villa, il "Giardino d'inverno", e un settore in stile giapponese, che ricorda il gemellaggio tra Sanremo e la città di Atami; nel lato sud, oltre alla fontana con putti in pietra disegnata da Pietro Agosti, ci sono le statue erette in memoria di due tra i molti ospiti illustri di Sanremo, il "poeta, historiador, politico, orador" messicano Ignacio Manuel Altamirano (che morì a Sanremo nel 1893) e Nicola I sovrano del Montenegro. Villa Ormond è divenuta poi sede dell'Istituto internazionale di diritto umanitario.
- Villa King - Nel quartiere di San Martino (vicino a Villa Nobel) questa palazzina in stile liberty, costruita da Pietro Agosti nel 1909[32] e in origine chiamata Villa Spinola, venne donata dal barone tedesco Thiem alla figlia in occasione del suo matrimonio con il conte Spinola di Genova. Adibita ad albergo fin dagli anni trenta, è stata parzialmente distrutta da un incendio e poi sottoposta a ristrutturazione. Il cancello di ingresso alla proprietà è interamente in ferro battuto, assemblato con borchie ribattute una a una. Il cancello venne realizzato da un fabbro ferraio locale, "Baccicin" Giordano, la cui famiglia, da metà Ottocento fino agli anni cinquanta realizzò, nella sua bottega di via Canessa, lavori in ferro battuto per grandi ville e giardini della Riviera e della Costa Azzurra.

Piazza Castello in una cartolina d'epoca

- Castello Devachan - Costruzione di inizio Novecento, in stile liberty, posta tra le colline a ridosso del corso degli Inglesi, eretta secondo il progetto di Pietro Agosti del 1905, completato nel 1909. Ospitò, tra il 19 aprile e il 24 aprile 1920, la Conferenza di Sanremo (nota anche come Conferenza degli stretti), incontro durante il quale vennero risolte le questioni di assegnamento territoriale tra gli alleati riguardanti l'ex impero ottomano, al termine della prima guerra mondiale.
- Villa Mi Sol - costruita tra il 1878 e il 1880 secondo il progetto dell'architetto Pio Soli.
- Villa Fiorentina - realizzata nel 1886 su progetto dell'architetto Pio Soli su commissione della famiglia Asquasciati.
- Villa Bel Respiro - eretta nel 1893 su progetto dell'architetto Pio Soli.
- Villa Stefania - eretta nel 1896 su progetto dell'architetto Pio Soli.
- Villa del Sole - realizzata nel 1898 su progetto dell'architetto Pio Soli.
- Villa Angerer - eretta nel 1880 e situata in via Fratelli Asquasciati di fronte all'entrata laterale del Casinò.[33]
- Palazzo Riviera - progettato da Francesco Sappia, si trova in via Luigi Nuvoloni, nel 1903 era conosciuto come Hotel Riviera Palace.
- Grand Hotel Londra - storico albergo di lusso costruito nel 1861.

### Architetture militari
- Torre della Ciapela - La torre della Ciapela è un antico baluardo difensivo situato ai confini del centro storico di Sanremo. Venne eretto dai genovesi intorno al 1550 a scopi difensivi e di contrasto verso le incursioni saracene. Per ottenere l'edificazione di tale struttura la popolazione locale dovette giurare fedeltà alla Repubblica di Genova.
- Torre dell'Arma - datata 1563, è un edificio difensivo sito nello storico territorio del borgo di Taggia.
- Forte di Santa Tecla - costruita nel 1576 su ordine della Repubblica di Genova, ha pianta triangolare e disponeva di 16 pezzi di artiglieria. Dal 1864 al 1997 venne utilizzato come carcere giudiziario, per poi essere abbandonato. Dopo un lungo periodo di incuria, gli interni sono stati restaurati e adibiti a sala polivalente
- Agli estremi della città (zona "tre ponti" a levante e zona "capo nero" a ponente) si trovano due bunker risalenti alla seconda guerra mondiale. Lungo la costa sono anche riconoscibili tratti di muro anti-sbarco e postazioni di mitragliatrici contraeree.
- Nel quartiere di San Martino trova sede la caserma dell'ex 157º Reggimento fanteria "Leoni di Liguria", ora adibita a riposo militare.

### Vie e piazze
Via Matteotti
Via Giacomo Matteotti, comunemente detta "la vasca", è l'arteria principale di Sanremo.
Tracciata a metà Ottocento come Strada Nuova, venne poi dedicata al re Vittorio Emanuele II e per un breve periodo dal 1943 al 1945 a Ettore Muti, il segretario del Partito Nazionale Fascista, ucciso a Fregene nel 1943. Infine, nel dopoguerra, fu intitolata a Giacomo Matteotti, il deputato del Partito Socialista Unitario ucciso a Roma nel 1924 dai fascisti. Era soprannominata via Vittorio dai sanremaschi.
Via Matteotti è la concentrazione di ogni aspetto commerciale della città, con negozi e ristoranti. Numerosi sono anche i bar e le caffetterie con gelati di produzione artigianale.

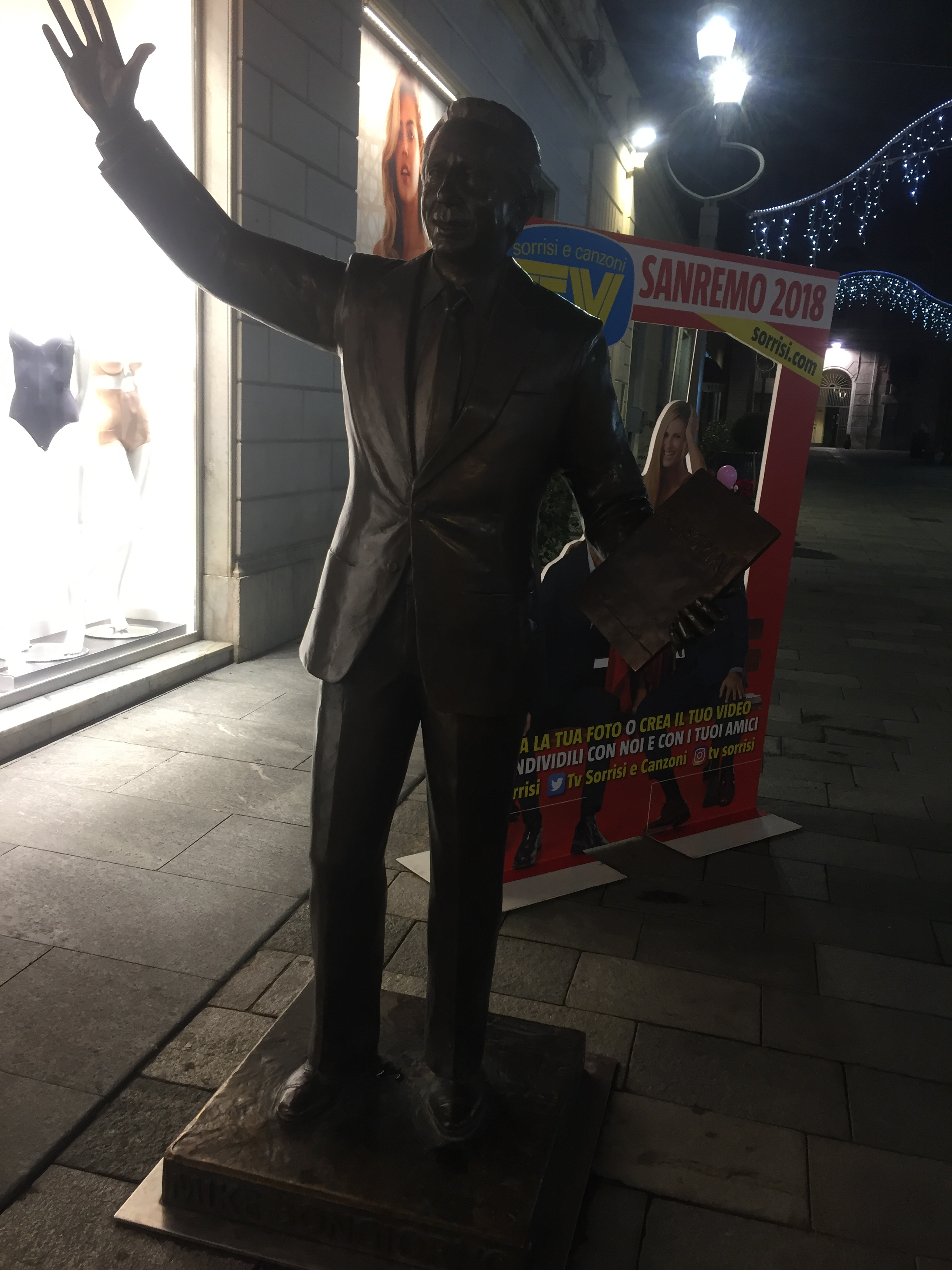
Statua di Mike Bongiorno all'incrocio tra via Matteotti e via Escoffier

Questa lunga via pedonalizzata accoglie due cinema, tra cui il famoso Teatro Ariston (dove si svolgono ogni anno il Festival della canzone italiana e il Premio Tenco) e lo storico Palazzo Borea d'Olmo; in via Carli, una delle sue piccole traverse, la Biblioteca Corradi di Sanremo, ritrovo di studenti e intellettuali. Inoltre si trova in Via Matteotti anche il Casinò Municipale, anche se amministrativamente appartiene a Corso degli Inglesi, dato che vi trova pochi metri dopo l'incrocio tra le due vie. Durante il Festival di Sanremo 2013, è stata inaugurata, all'incrocio tra Via Matteotti e Via Escoffier, una statua di Mike Bongiorno, in onore dei festival presentati dallo stesso (superato solo da Pippo Baudo per numero di Festival presentati).
Dal luglio 2010 il primo tratto, tra il Teatro Ariston e via Feraldi, è isola pedonale. Dal febbraio 2011 anche il secondo tratto di Via Matteotti, fino al Casinò, è diventata isola pedonale, con adeguamento del sedime. Il primo tratto è pavimentato in pietra, con al centro una serie continua di grate di scolo in ottone, intermezzate da pannelli in ottone con impresso i nomi degli artisti (e relative canzoni) che hanno vinto i Festival di Sanremo.

### Siti archeologici

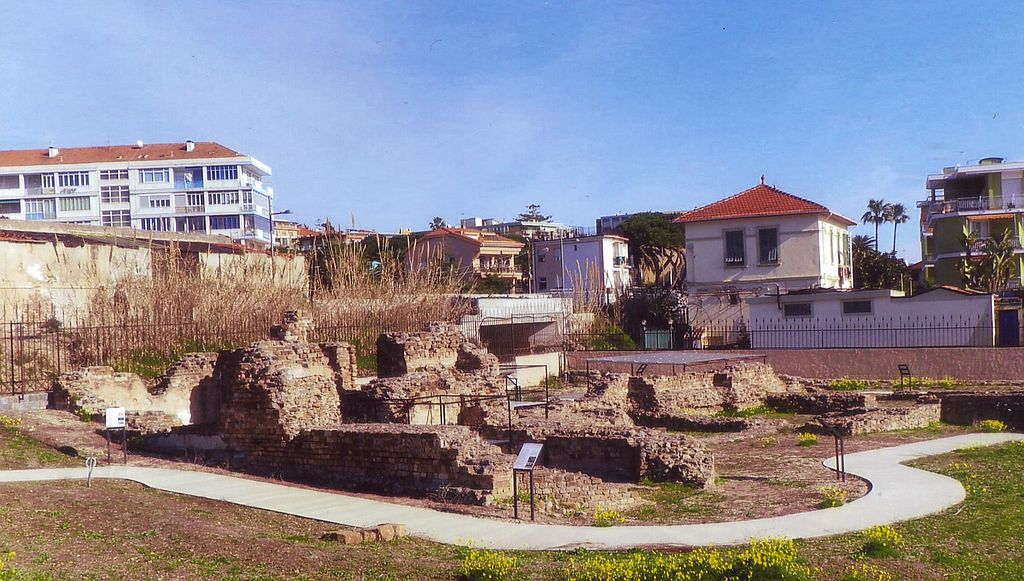
Il complesso di Villa Matutia in Sanremo

- Villa Matutia, detta anche la Villa Romana della Foce. La prima campagna di scavi cominciò nel 1925 su iniziativa dell'ispettore di zona Pietro Barocelli, in un'area nella quale si progettava l'ampliamento del cimitero comunale, quello in seguito ridenominato cimitero monumentale della Foce. Pochi anni prima l'ingegner Pietro Agosti aveva già ipotizzato l'area di sviluppo dei ruderi che in alcuni casi affioravano dal terreno. L'area era talmente estesa che anche sotto il livello del mare si intuivano resti di muratura romana. Già nel febbraio 1926 l'area venne vincolata, ma non si riuscì a coinvolgere l'amministrazione comunale nell'acquisizione delle aree per poter proseguire gli scavi. Solo nel 1936 l'archeologo Nino Lamboglia riuscì a ottenere dal Comune di Sanremo i fondi necessari per poter proseguire i lavori portando alla luce nuovi ambienti nella zona a sud, presumibilmente pertinenti di un piccolo bagno privato. Lamboglia identificò l'area come "una modesta villa rustica". Solo nel 1960, in seguito all'esproprio dell'area che conservava i ruderi meglio conservati e all'abbattimento di una casupola settecentesca, fu possibile proseguire le campagne di scavo. Ancora una volta gli scavi furono effettuati da Lamboglia e portarono a datare l'area al II secolo dopo Cristo. La villa è costituita da vari ambienti anche se nella maggior parte dei casi restano solo le fondamenta e nulla riguardo alla pavimentazione. L'insieme dei vani più importanti costituivano le terme, mentre le altre sale costituivano ambienti di servizio, forse depositi e sicuramente una latrina.
- Villa romana di Bussana, in località Bussana

## Società

### Evoluzione demografica
Abitanti censiti

### Etnie e minoranze straniere
Secondo i dati Istat al 31 dicembre 2023 i cittadini stranieri residenti a Sanremo erano 7 406, pari al 13,98% degli  abitanti. Di seguito sono riportati i gruppi più consistenti:
- Romania, 1 028
- Marocco, 987
- Albania, 719
- Bangladesh, 717
- Ucraina, 439
- Tunisia, 384
- Russia, 307
- Perù, 292
- Cina 255
- Francia 211

### Religione
La maggioranza dei cittadini è di religione cattolica.
Dal 9 marzo 2014 il Vescovo della Diocesi di Ventimiglia-San Remo è il monsignor Antonio Suetta.
Nella città sorge la Basilica Collegiale di San Siro, Concattedrale della Diocesi. Nella chiesa di Santo Stefano (piazza Cassini, ex Gesuiti), viene celebrata quotidianamente la Messa tridentina.
Vi è inoltre una numerosa comunità di cristiani ortodossi di lingua russa (che celebrano messa nella antica chiesa di Cristo Salvatore - detta "chiesa russa" - vicino al Casinò) e una di lingua rumena (a cui è stata affidata la chiesa dell'ex convento delle carmelitane, in Corso Cavallotti vicino alla stazione nuova).
Inoltre ci sono anche alcune piccole comunità di cristiani Valdesi (chiesa in via Roma) e di protestanti (C.so Garibaldi) le cui chiese ospitano spesso bei concerti di musica sacra, da J.S. Bach a Mendelssohn; si contano altresì alcuni appartenenti alla Chiesa di Gesù Cristo dei santi degli ultimi giorni.

## Cultura

### Istruzione

#### Scuole
Sanremo è sede di quattro Istituti comprensivi comprendenti otto plessi di scuola primaria e cinque di scuola media inferiore. È sede anche dei seguenti istituti scolastici statali di scuola secondaria di secondo grado:
- Liceo Classico G.D. Cassini che comprende, oltre all'indirizzo Classico, anche quello Scientifico, Linguistico e Musicale.
- Liceo delle scienze umane "Carlo Amoretti" che comprende anche l'indirizzo economico-sociale
- Istituto tecnico commerciale e per geometri "Cristoforo Colombo" che comprende anche l'indirizzo Scientifico opzione scienze applicate e Scientifico opzione sportiva
- Istituto professionale per l'agricoltura e l'ambiente "Domenico Aicardi"
- Istituto professionale dell'industria e dell'artigianato "Guglielmo Marconi"
- Istituto tecnico del turismo e Istituto professionale dei servizi socio-sanitari, aggregati all'istituto "Domenico Aicardi"

Accademia di Belle Arti

#### Musei
- Il museo civico di Sanremo, in precedenza museo archeologico, è ospitato nel Palazzo Borea d'Olmo.[36]
- Il Museo nobeliano "Scopri l'Ottocento", nella Villa Nobel[37]

### Musica
- Banda Canta e sciuscia (espressione ligure che significa "Canta e soffia"), fondata a Sanremo nel 1949. Inizialmente era costituita da chitarre, mandolini, fisarmoniche e una serie di strumenti "allegorici" costruiti in proprio. A partire dagli anni sessanta gli strumenti a fiato hanno via via sostituito le chitarre e i mandolini, mantenendo tuttavia la sezione degli allegorici, che costituiscono il tratto distintivo della formazione; il gruppo originario si è così trasformato in una vera e propria banda musicale, con accompagnamento di majorettes. La "Canta e Sciuscia" ha partecipato a numerose manifestazioni italiane e internazionali.[38]
- Fondazione Orchestra Sinfonica di Sanremo e della Liguria[39].
- Banda "P.S. Rambaldi", fondata nel corso dell'Ottocento a Coldirodi.

### Cucina
- Brandacujun “Brand de Cujun”
- Sardenaira
- Coniglio alla sanremese

### Eventi
- il Festival della canzone italiana a febbraio
- il Festival internazionale delle bande musicali a marzo
- la Milano-Sanremo a marzo
- il Corso fiorito Sanremo in Fiore a marzo, dal 2011. Fino al 2010 la manifestazione si svolgeva nel mese di gennaio.
- il Rally Storico di Sanremo - Coppa dei Fiori ad ottobre
- la  Regata della Giraglia a giugno
- il Torneo Internazionale Sanremo di calcio per squadre Primavera ad agosto
- il Premio Tenco a novembre
- Sanremo Giovani, per la scelta degli artisti che si esibiranno nella sezione "Nuove Proposte" del Festival del febbraio successivo. Si tiene a fine novembre.
- Sanremo Pride ad aprile

## Geografia antropica

### Frazioni
- Beuzi
- Bevino
- Borello
- Bussana, di cui fa parte anche il villaggio artistico di Bussana Vecchia
- Coldirodi
- Gozo Inferiore
- Gozo Superiore
- Poggio
- San Bartolomeo
- San Giacomo
- San Giovanni
- San Romolo
- Pian Della Castagna
- Picchetta
- Verezzo, che si divide in Verezzo San Donato e Verezzo Sant'Antonio (che sono due parrocchie separate)
- San Pietro
- Villetta

### Quartieri
- Baragallo
- Borgo, il quartiere più popoloso della città
- Borgo Tinasso
- Foce
- Madonna della Costa
- Pian di Poma, limite occidentale della città
- Pigna, centro storico della città
- Polo Nord
- San Lazzaro
- San Lorenzo
- San Martino
- Solaro

## Economia

### Turismo
La località ha ottenuto dalla FEE-Italia (Foundation for Environmental Education) il conferimento della Bandiera Blu per la qualità dei servizi del porto turistico ("Portosole") nel 2014 e successivamente nel 2019..

## Infrastrutture e trasporti

### Strade
Sanremo è attraversata dalla strada provinciale 1 Aurelia (ex SS 1 Via Aurelia), dalla tangenziale che si estende dalla stazione ferroviaria di Taggia-Arma al centro città, dalla filovia Ventimiglia - Sanremo - Taggia. Inoltre è raggiungibile da due uscite dell'autostrada A10: casello Arma di Taggia-Sanremo est e casello Sanremo ovest-Coldirodi.

### Ferrovie
Sanremo è dotata di una fermata ferroviaria sulla linea ferroviaria Ventimiglia – Genova. La stazione originaria era stata edificata nella seconda metà del XIX secolo sul lungomare, a ridosso del casinò e della chiesa russa, poiché il tracciato ferroviario, a unico binario, seguiva il profilo costiero.

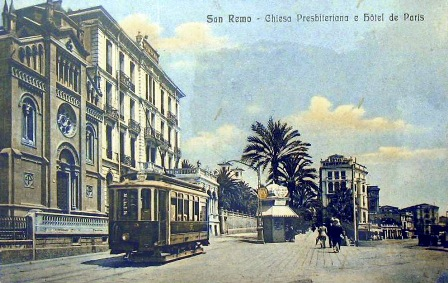
Cartolina colorata di inizio Novecento, con il tram in prossimità della primitiva stazione ferroviaria

Nel 2001 fu completato lo spostamento a monte e il raddoppio della linea nella tratta San Lorenzo al Mare - Ospedaletti, con contestuale apertura della nuova fermata sotterranea nei pressi della rotatoria Garibaldi, circa un chilometro più a est rispetto alla originaria. Il sedime del tracciato ferroviario originario è stato parzialmente convertito nella Pista ciclabile della Riviera Ligure (inaugurata nell'estate del 2008), mentre l'area della ex stazione è stata usata quale parcheggio per auto.

### Tranvie
Dal 1913 al 1942 Sanremo era servita anche da alcuni servizi tranviari che operavano sulla rete a scartamento metrico esercita dalla Società Tranvie Elettriche Liguri (STEL). In particolare erano attivi un collegamento urbano ("Servizio Città") fra passo Poggio e passo Coldirodi e le due linee extraurbane per Ospedaletti e Taggia. Nelle ore serali veniva inoltre svolto, in talune giornate, un servizio speciale con capolinea di fronte al casinò. La rete era costituita dai tracciati di penetrazione urbana della tranvia Ospedaletti-Sanremo-Taggia completati da un binario di raccordo che dal capolinea di piazza Colombo si dirigeva verso via Vittorio Emanuele II e da un raccordo merci verso la stazione ferroviaria.

### Porti
Sanremo dispone di un porto turistico, il Portosole, di novecento posti barca circa, e di un porto commerciale, che i sanremesi chiamano Porto Vecchio.

### Funivie
Nel 1936 fu inaugurata la funivia Sanremo-Monte Bignone, che collegava il centro della città con il Campo Golf, San Romolo e la vetta del Monte Bignone. È stato uno dei principali impianti funiviari in Italia, e detentore di vari primati mondiali per diverso tempo, tra cui quello per la campata più lunga del mondo (San Romolo-Monte Bignone). Dopo alcuni anni di fermo fu chiusa definitivamente nel 1981. Sopravvivono i piloni di sostegno dei cavi.
La funivia era suddivisa in tre tratte: Sanremo-campo golf, campo golf-San Romolo e San Romolo-Monte Bignone.
La stazione di partenza di Sanremo è stata convertita in un asilo nido, mentre la stazione di arrivo di Monte Bignone è adibita come sede secondaria per la Protezione civile e per l'Associazione Radioamatori Italiani.
Le altre stazioni invece, versano in uno stato di totale abbandono.
Autobus
Il servizio di Trasporto pubblico locale su gomma è affidato alla Riviera Trasporti, che gestisce 16 linee urbane, 3 extraurbane e una linea a lunga percorrenza per Torino, tutte facenti capolinea nell'autostazione di Piazza Colombo.
A Sanremo fanno fermata i pullman a lunga percorrenza di Flixbus per Torino, Milano e altre importanti mete, anche internazionali.
Aeroporto
La città è servita dal vicino aeroporto Aeroporto della costa azzurra.

### Piste ciclabili
Il territorio comunale di Sanremo è attraversato dalla ciclovia "Riviera dei Fiori", lunga 32 km, che da ovest verso est collega i vari comuni costieri di Ospedaletti, Sanremo, Taggia, Riva Ligure, Santo Stefano al Mare, Cipressa, Costarainera, San Lorenzo al Mare e Imperia lungo il vecchio tracciato della ferrovia Genova-Ventimiglia.

## Amministrazione

### Sindaci dal 1946
|                                                      | Eugenio Bottini                              | DC                  | 1946             | 1947             | 1946   |
|                                                      | Paolo Manuel Gismondi                        | DC                  | 1947             | 1951             | (1946) |
|                                                      | Giovanni Asquasciati                         | DC                  | 1951             | 1959             | 1951   |
| 1956                                                 | Giovanni Asquasciati                         | DC                  | 1951             | 1959             |        |
|                                                      | Secondo Anfossi                              | PSDI                | 1959             | 1960             | (1956) |
|                                                      | Francesco Fusaro                             | DC                  | 1960             | 1964             | (1956) |
| 1960                                                 | Francesco Fusaro                             | DC                  | 1960             | 1964             |        |
|                                                      | Eraldo Cugge                                 | DC                  | 1964             | 1967             | (1960) |
| 1964                                                 | Eraldo Cugge                                 | DC                  | 1964             | 1967             |        |
|                                                      | Francesco Viale                              | DC                  | 1967             | 1970             | (1964) |
|                                                      | Andrea Lolli                                 | DC                  | 1970             | 1970             | (1964) |
|                                                      | Guido Pancotti                               | DC                  | 1970             | 1971             | 1970   |
|                                                      | Pietro Parise                                | DC                  | 1971             | 1975             | (1970) |
|                                                      | Giuseppe Rovere                              | PLI                 | 1975             | 1976             | 1975   |
|                                                      | Osvaldo Vento                                | DC                  | 1976             | 1983             | (1975) |
| 1980                                                 | Osvaldo Vento                                | DC                  | 1976             | 1983             |        |
|                                                      | Bruno Pastorella (Commiss. prefettizio)      |                     | 1983             | 1984             |        |
|                                                      | Leone Pippione                               | DC                  | 1984             | 1990             | 1984   |
| 1989                                                 | Leone Pippione                               | DC                  | 1984             | 1990             |        |
|                                                      | Onorato Lanza                                | DC                  | 1990             | 1992             | 1990   |
|                                                      | Raffaele Canessa                             | PRI                 | 1992             | 1993             | (1990) |
|                                                      | Elio Priore (Commiss. prefettizio)           |                     | 1993             | 1993             |        |
| Sindaci eletti direttamente dai cittadini (dal 1993) |                                              |                     |                  |                  |        |
|                                                      | Davide Oddo                                  | LN                  | 15 dicembre 1993 | 27 aprile 1995   | 1993   |
|                                                      | Pasquale Gioffrè (Commiss. prefettizio)      |                     | 27 aprile 1995   | 12 maggio 1995   |        |
|                                                      | Giuseppe Piccolo (Commiss. straordinario)    |                     | 12 maggio 1995   | 3 dicembre 1995  |        |
|                                                      | Giovenale Bottini                            | Centro-destra (FI)  | 3 dicembre 1995  | 1º dicembre 2003 | 1995   |
| 2000                                                 | Giovenale Bottini                            | Centro-destra (FI)  | 3 dicembre 1995  | 1º dicembre 2003 |        |
|                                                      | Gianni Berrino (Vicesindaco f.f.)            | Centro-destra (AN)  | 1º dicembre 2003 | 21 dicembre 2003 | (2000) |
|                                                      | Elio Maria Landolfi (Commiss. straordinario) |                     | 21 dicembre 2003 | 28 giugno 2004   |        |
|                                                      | Claudio Borea                                | Centro-sinistra     | 28 giugno 2004   | 28 novembre 2008 | 2004   |
|                                                      | Umberto Calandrella (Commiss. straordinario) |                     | 28 novembre 2008 | 8 giugno 2009    |        |
|                                                      | Maurizio Zoccarato                           | Centro-destra (PdL) | 8 giugno 2009    | 10 giugno 2014   | 2009   |
|                                                      | Alberto Biancheri                            | Centro-sinistra     | 10 giugno 2014   | 24 giugno 2024   | 2014   |
| 2019                                                 | Alberto Biancheri                            | Centro-sinistra     | 10 giugno 2014   | 24 giugno 2024   |        |
|                                                      | Alessandro Mager                             | Liste civiche       | 24 giugno 2024   | in carica        | 2024   |

### Gemellaggi
- Atami, dal 1976
- Ferencváros (Budapest)
- Helsingør
- Karlskoga[46]

## Sport
Il 6 dicembre 2017 Sanremo è stata nominata “Città Europea dello Sport 2018” al Parlamento europeo di Bruxelles durante il “Gran Galà Aces Europe Awards”.

### Automobilismo
Il Rally di Sanremo è una competizione rallistica che si disputa sulle strade di questa città ed altre vicine (in alcune edizioni del passato fino alla Toscana). La prima edizione fu organizzata nel 1928: la gara ha quindi fatto parte del Campionato Mondiale Rally fino al 2003 (la tappa italiana divenne allora il Rally di Sardegna) e di quello europeo e italiano.

### Ciclismo
Milano-Sanremo

Marzo 1938 l'arrivo della Milano-Sanremo

Ogni anno Sanremo è la sede di arrivo della gara ciclistica Milano-Sanremo, detta la Classicissima. Fa parte del comune di Sanremo anche la salita del Poggio, posta a pochi chilometri dalla fine, che è risultata più volte decisiva per l'esito della gara. L'arrivo storico era in corso Cavallotti, ma dal 1949 (tranne che dal 1986 al 1993, quando ritornò provvisoriamente in corso Cavallotti per motivi di viabilità) è sempre stato posto in via Roma all'altezza del monumento ai caduti. L'arrivo è talora stato posizionato sul lungomare Italo Calvino, nei pressi della vecchia stazione ferroviaria.
Giro d'Italia
Sanremo è stata sede della cosiddetta "Grande Partenza" del Giro d'Italia nell'edizione del 1987, con il via ufficiale della corsa dato il 21 maggio da Portosole per effettuare un circuito cittadino (prologo), che si concluse con la vittoria di Roberto Visentini. In totale, la città è stata ufficialmente sede di tappa della "Corsa Rosa" in ventiquattro occasioni (dodici partenze e dodici arrivi), alle quali va aggiunto un arrivo di tappa in cui la sede era denominata "Poggio di Sanremo".
Il 6 giugno 2001 la 17ª tappa del Giro d'Italia 2001, il "circuito dei fiori" (119 km), con partenza e arrivo a Sanremo si concluse con la vittoria di Pietro Caucchioli. Ma tale tappa rimase nella storia del Giro per la retata dei NAS in città la sera del 6 giugno, al fine di trovare eventuali sostanze dopanti. A causa di questa retata, i corridori si rifiutarono di svolgere la tappa del giorno successivo in partenza da Imperia, che di conseguenza venne annullata.
Tour de France
Anche il Tour de France ha avuto la città di Sanremo quale sede di tappa. Nel luglio del 1948 la corsa francese arrivò per la prima volta in assoluto in Italia, proveniente da Marsiglia, con l'undicesima tappa che si concluse a Sanremo con vittoria dall'italiano Gino Sciardis; il giorno dopo la corsa partì dal comune ligure per tornare in Francia, con arrivo a Cannes e vittoria della maglia gialla Louison Bobet.

### Scherma
Sanremo fu sede del Campionato internazionale di scherma 1936.

### Triathlon
Sanremo dal 2000 è la sede del Triathlon di Sanremo che ha ospitato 2 ITU Premium European CUP (2006 e 2007), 5 Campionati Italiani (2005, 2012, 2018, 2019 e 2021). L'edizione del 2021, con 1640 partenti al via, è risultata essere la manifestazione sportiva ligure più partecipata. Dal 2022 è entrato a far parte del prestigioso circuito internazionale Challenge Family.

### Vela
Sanremo è una delle tradizionali tappe della classica regata della Giraglia (poi Rolex Cup), che si disputa dal 1953 con un percorso tra Marsiglia, Saint-Tropez, la Corsica e Genova.

### Impianti sportivi
- La pista di atletica con campo da rugby nella zona di Pian di Poma
- Campi di tennis in zona Foce e in zona Solaro
- Piscina comunale in zona San Martino
- Palestre comunali di Villa Citera e del Mercato dei Fiori (precedentemente a Villa Ormond)
- Stadio comunale
- Campo da baseball in zona Pian di Poma

### Società sportive
A Sanremo hanno sede le seguenti società sportive di:
Atletica leggera
- La A.S. Foce Sanremo, fondata nel 1959

#### Calcio
- S.S.D. Sanremese Calcio (già A.S.D. Carlin's Boys e S.S.D. Unione Sanremo[50], club fondato da Carlo Carcano nel 1947), è la principale squadra di calcio cittadino militando nel campionato di Serie D. Dal 2015 è la rifondazione dell'Unione Sportiva Sanremese, storica squadra nata nel 1904, fallita nel 1987 e rifondata per quattro volte;
- A.S.D. Virtus Sanremo Calcio 2011[51], squadra di calcio fondata nel 2011, militante nel campionato di Prima Categoria;
- S.S.D. Carlin's Boys, squadra di calcio rifondata nel 2017, dopo due anni dal precedente cambio di denominazione, che riparte dalla Seconda Categoria Liguria girone A.
- A.S.D. Polisportiva Sanremo 2000, militante nel campionato di Seconda Categoria.

#### Pallacanestro
- S.S.D. Bvc Sanremo (fondata nel 1973)
- A.S.D. Sea Basket Sanremo

#### Altri sport
- Waves Sanremo, società di football americano
- Sanremo Rugby, società di rugby
- Riviera Triathlon 1992[52], società di triathlon, atletica leggera e ciclismo

## Nella cultura di massa
Esistono diversi film che hanno usato estemporanei scorci di Sanremo come ambientazione per le riprese, ma quello dove si vedono più angoli caratteristici della città è senz'altro il musicarello Appuntamento in Riviera (1962) di Mario Mattoli.
Sanremo è stata per due volte la sede in cui si svolsero le finali del concorso di bellezza Miss Italia: nel 1951 quando vinse Isabella Valdettaro (1933) e nel 1982 quando vinse Federica Moro (1965).